# Seillons-Source-d'Argens
Seillons-Source-d'Argens is een gemeente in het Franse departement Var (regio Provence-Alpes-Côte d'Azur) en telt 2158 inwoners (2012) De plaats maakt deel uit van het arrondissement Brignoles.

## Etymologie
Zoals de naam van het plaatsje al zegt, ligt hier de bron van de Argens.

## Geografie
De oppervlakte van Seillons-Source-d'Argens bedraagt 24,8 km², de bevolkingsdichtheid is 85,94 inwoners per km².
De onderstaande kaart toont de ligging van Seillons-Source-d'Argens met de belangrijkste infrastructuur en aangrenzende gemeenten.

## Demografie
Onderstaande figuur toont het verloop van het inwonertal (bron: INSEE-tellingen).
1. ↑  Populations de référence 2022.